# 王学求
王学求（1962年—），辽宁大连人，汉族，中华人民共和国地质学家。
毕业于吉林大学地球探测与信息技术系，加入九三学社，担任中国地质科学院地球物理地球化学勘查研究所应用地球化学研究室主任、中国地质科学院应用地球化学重点实验室主任、国土资源部地球化学探测技术重点实验室主任。2008年起担任全国人大代表。2013年，继任全国人大代表。